# Iago Falque
Iago Falque Silva (* 4. Januar 1990 in Vigo) ist ein spanischer Fußballspieler. Er ist Mittelfeldspieler und spielt bevorzugt auf der linken Seite.

## Karriere

### Im Verein

#### FC Barcelona
Falque kommt aus der Jugendakademie des FC Barcelona, für den er sieben Jahre lang spielte. Im Sommer 2008 waren einige europäische Spitzenklubs, darunter Manchester United und Ajax Amsterdam an der Verpflichtung des Spaniers interessiert, der den FC Barcelona ausdrücklich um einen Wechsel gebeten hatte, da er dort weder zum Kader der A-, noch der B-Mannschaft gehörte.

#### Juventus Turin und Leihstationen
Im August entschied sich Falque schließlich für einen ablösefreien Transfer zum italienischen Rekordmeister Juventus Turin, bei dem er einen Vertrag bis 2012 erhielt und 2008/09 in dessen Jugendmannschaft Primavera spielte. Im Jahr 2009 gewann Falque mit der Primavera die prestigereiche Coppa Carnevale in Viareggio.
Im Sommer 2009 wurde er für ein Jahr an den Serie-A-Aufsteiger AS Bari verliehen. Nachdem er in der Hinserie der Saison 2009/10 nicht in der Profimannschaft zum Einsatz gekommen war, kehrte er im Januar 2010 vorzeitig nach Turin zurück und gewann kurze Zeit später mit der Primavera zum zweiten Mal beim Torneo di Viareggio.
Zur Saison 2010/11 wurde er an FC Villarreal B ausgeliehen. Am 27. August 2010 debütierte Falque in der Segunda División, als er in der Partie gegen Real Valladolid auflief. Am dritten Spieltag erzielte er gegen SD Ponferradina seinen ersten Treffer.

#### Tottenham Hotspur und Leihstationen
Falque wurde für die Saison 2011/12 an Tottenham Hotspur verliehen. In der Winterpause 2012 wurde Falque von Tottenham fest verpflichtet und bis Saisonende an den FC Southampton ausgeliehen. Am 23. Januar 2013 wurde Falque bis Saisonende an den spanischen Zweitligisten UD Almería verliehen. Am 24. August 2013 wurde er an Rayo Vallecano weiterverliehen.

#### Zurück in der Serie A
Zur Saison 2014/15 kehrte Falque in die Serie A zurück und schloss sich dem CFC Genua an. Zur Saison 2015/16 wechselte Falque zunächst auf Leihbasis zur AS Rom, wobei die festgeschriebene Kaufoption bereits kurze Zeit später gezogen wurde.
Zur Saison 2016/17 wechselte Falque zunächst auf Leihbasis zum FC Turin. Nach 15 Ligaeinsätzen, in denen er fünf Tore erzielte, zog der FC Turin Anfang Januar 2017 die Kaufoption und band Falque fest an den Verein. 2020 und 2021 folgten Leihen an seinen ehemaligen Verein CFC Genua und an Benevento Calcio.

### In der Nationalmannschaft
Falque war in den spanischen U-17- und U-19-Auswahlen aktiv, so wurde er 2007 U-17-Europameister und Vize-Weltmeister.
Am 16. Dezember 2008 debütierte er für die von der FIFA und UEFA nicht anerkannte galicische Fußballauswahl beim 3:2-Sieg gegen den Iran.

## Erfolge
- U-17-Europameister: 2007
- U-17-Vize-Weltmeister: 2007
- Torneo di Viareggio: 2009, 2010